# Sam Campagna
Samuel Patrick Philip „Sam“ Campagna (* 19. November 1980 in Worcester) ist ein ehemaliger englischer Fußballspieler.

## Karriere
Campagna spielte in der Jugend von Nottingham Forest, bevor er sich 1997 als Trainee (dt. Auszubildender) Swindon Town anschloss. Dort stieg der Innenverteidiger zum Kapitän des Jugendteams auf und kam im November 1998 zu seinem Pflichtspieldebüt für das Profiteam in der zweitklassigen First Division, per später Einwechslung bei einer 0:3-Niederlage gegen Bradford City. Nach einem weiteren Kurzauftritt am sportlich bedeutungslosen letzten Spieltag der Saison 1998/99, als er für Brian Borrows eingewechselt wurde, der damit seine Profikarriere beendete, erhielt er wenig später von Trainer Jimmy Quinn einen Profivertrag. Obwohl Campagna zugeschrieben wurde, gleichermaßen stark im Kopfballspiel als auch am Boden zu sein, auch unter Druck ruhig zu bleiben und in der Lage zu sein, „das Spiel zu lesen“, kam er gegen seine Konkurrenten Gareth Davies, Gareth Hall und Alan Reeves kaum zum Zug. In den Wintermonaten kam er zu einem Startelfeinsatz bei einer 2:4-Niederlage gegen Crystal Palace und zu zwei weiteren Ligaauftritten als Einwechselspieler. Im Frühjahr 2000 wurde er in die Southern League an Bath City verliehen und absolvierte dort bis Saisonende zehn Ligaauftritte.
Obwohl Swindon zur Spielzeit 2000/01 in die drittklassige Second Division abgestiegen war, blieb Campagna unter Trainer Andy King im Saisonverlauf gänzlich unberücksichtigt und erhielt am Saisonende keinen neuen Vertrag angeboten. Kurzzeitig spielte er noch im Amateurfußball in der Grafschaft Worcestershire für die Bromsgrove Rovers (Midland Football Alliance), Evesham United (Southern League) und Malvern Town (West Midlands (Regional) League).